# 真珠美人鱼
《真珠美人魚》是由横手美智子原作，花森小桃作畫的日本漫畫作品。以魔法少女為題材，由講談社發行。2003年改編成電視動畫，由ウィーヴ及愛知電視台製作。中文版本方面，香港漫畫版由天下出版社發行，臺灣漫畫版由長鴻出版社發行，動畫版則分別於香港無綫電視翡翠台，以及臺灣東森幼幼台、華視、momo親子台播放。2021年，本系列漫畫推出新作《真珠美人魚 aqua》，作者為花森小桃。

## 故事簡介

### 無印
露亞是來自北太平洋人魚國度的美人魚公主，七年前，露亞在年幼時用她持有的真珠的力量救醒一位男孩，當露亞回到海底時不慎把真珠留在陸地上。直至七年後為了尋回自己的真珠化為人類——七海露亞跟著陪伴自己的企鵝搭擋小波來到陸地，露亞雖然再次遇上她所仰慕也是回憶中的少年——堂本海斗，但是人魚世界的規定中美人魚將如果自己的身分告訴人類就會化為泡沫而消失，所以露亞為了戀情努力想要讓海斗察覺她的真實身分。當露亞在面對水妖的攻擊時在海斗的幫助下拿回她的真珠，她用自己的歌聲擊退敵人也逐漸認識待在陸地的南大西洋與北大西洋的美人魚公主——寶生波音和洞院莉娜。
原來在很久以前海洋世界曾發生過崩毀的危機，起因於居住深海世界的古代種族帕噠拉薩為了征服海洋與陸地世界將世界的秩序弄得天翻地覆，人魚族為了制止帕噠拉薩族跟他們展開長達數百年的戰爭，直至海洋女神——阿克安·雷芝娜為了保護海洋與陸地世界用盡她所有力量制服帕噠拉薩族並且將他們的力量永久封印在海底深處。雖然海洋與陸地世界在經過數百年後好不容易恢復和平的秩序，但是帕噠拉薩族的封印卻因為不明人物的介入而被解除而復活，帕噠拉薩族的後裔卡克特（凱特）為了復甦帕噠拉薩族，他率領水妖們摧毀海洋各地的美人魚國度，並捉走兩位美人魚公主。唯有少數僥倖逃難的美人魚公主帶領人魚子民逃到陸地和其他未被侵略的美人魚國度尋求庇護。而波音與莉娜正是少數因為國家被侵略下逃難至陸地的美人魚公主。露亞一行人為了恢復海洋世界與陸地的和平，她們必須得聚集七位美人魚公主來喚醒沉睡多年的阿克安·雷芝娜女神。她們在使用真珠的力量變身成偶像型態並且用歌聲對抗敵人的同時尋找其他下落不明的美人魚公主們，但是露亞一行人很快地發現現今的帕噠拉薩族會危害海洋世界的原因跟有一位失蹤多年的美人魚公主有關，而且海斗的身上也隱藏著不為人知的重大祕密……

### Pure
結束與帕噠拉薩族的決戰後，露亞、波音與莉娜以外的美人魚公主們各自回到自己的國家重建家園，海斗也決定暫時前往夏威夷尋根。但原本平靜的海洋中卻突然出現一位叫「米凱爾」的神秘人物，讓海洋與陸地蒙上一層詭異的氣氛，同時也傳來海斗失蹤下落不明的消息。為了找尋海斗的下落也要對付未知的敵人，露亞一行人不得不展開與敵人的戰鬥。

## 作中用語

### 人物與相關事物
美人魚
生活在深海中的女性人魚族，七個不同海域國度的美人魚身上分別有七種不同的代表色。可以和非人類動物（如海豚）進行心靈溝通。
人魚族在13歲時就是成年，戀愛同時解禁。人魚族可以變成人類外表在陸地生活，一旦碰到水就會變回原形，此外如果人魚族向人類表明自己的身分會變成泡沫，但如果讓對方主動察覺就可以避免這種情形。
| 海域     | 美人魚公主 | 代表色 |
| -------- | ---------- | ------ |
| 北太平洋 | 七海露亞   |        |
| 北太平洋 | 七海露琪亞 |        |
| 南大西洋 | 寶生波音   |        |
| 北大西洋 | 洞院莉娜   |        |
| 南極海   | 香蓮       | 紫色   |
| 北極海   | 諾葳爾     | 藍色   |
| 南太平洋 | 可可       | 黃色   |
| 印度洋   | 沙羅       | 橘色   |
| 印度洋   | 星羅       | 橘色   |

美人魚的儀式
即成人式，美人魚公主在13歲時所舉行的儀式。必須帶著真珠才能舉行。美人魚公主會在宣誓之泉跟海洋女神阿克安・雷芝娜聯繫並且宣誓要守護海洋與陸地世界的誓言儀式。
心之碎片
由海洋中的生命氣息所形成的光芒之珠，寄宿著愛情、友情和信心。當美人魚公主將誕生時，心之碎片會聚集在宣誓之泉。
帕噠拉薩族
遠古時代中居住在海底深處的種族，由於企圖征服海洋世界與陸地世界而為非作歹跟人魚族展開激烈的戰爭，然後被海之女神阿克安・雷芝娜給封印於海底深處。卡克特（凱特）和海斗是該族王子兼後裔，兩人因為背負足以毀滅海洋與陸地世界的強大力量，阿克安・雷芝娜擔憂自己的力量耗盡無法解除這種力量，她決定讓卡克特（凱特）和海斗分隔兩地生活。每當帕噠拉薩族人在使用力量時，額部會顯現帕噠啦薩族的標誌。
古代人類
從遠古時代和美人魚、帕噠拉薩族一同存在的種族，卻因為地球環境的改變而消失，古代人類之王米凱爾為了族人的生存決定向地球祈禱卻耗盡力量，其使者小布與他沉睡並約定要復興古代人類族。古代人類族的特證是擁有翅膀（類似天使）。

### 物件
真珠
美人魚族所擁有的真珠，其重要度相當於自己的分身，美人魚公主的真珠是變身的力量來源也能儲存力量來發出光芒擊退敵人，甚至可以聯繫其他的美人魚公主或是傳承給下一代的美人魚公主。不過美人魚公主和真珠分開就無法舉行成人式，當然歌聲會變成音癡。雖然美人魚公主及普通美人魚皆擁有與生俱來的珍珠，只有美人魚公主的真珠具備變身及守護海洋世界的力量，如果用在錯誤的方式會給國家帶來毀滅和災難。
真珠探測機
由小波所保管的小型機器，可以探測美人魚公主的真珠所在地。
項鍊
美人魚用來存放真珠的貝殼項鍊。美人魚公主的項鍊在動畫版被稱為「aqua pitch」，貝殼有著像翅膀的裝飾，其他的人魚族（如妮可）則是沒有。
麥克風
美人魚公主變身後獲得的道具能夠放大歌聲的力量來擊退敵人。外型類似像 e-kara，麥克風中間存放著真珠。在動畫版被稱為「e-pitch」。
美人魚之牌
動畫原創物件。露亞一行人用來占卜與預知她們的戀愛、將來方向以及搜索對象所在之處的卡牌，卡片的背面為藍色，有淺藍色環圍繞一個圓球。卡片的正面圖案各有不同，像是場地、物件等，每個正面圖案都象徵或預知某種情況（動漫中最常出現的牌是法羅斯或燈塔，兩者象徵代表即將面臨困難的情況），象徵帕噠拉薩的牌圖案是一隻樣貌很像帕噠拉薩的古代魚，其意思為招來破滅與不安的不祥象徵。
變身手環
阿克安雷芝娜女神賜予美人魚公主的變身道具，能讓美人魚公主進行二次變身，集起三位美人魚公主後便能發揮效果，其效果能讓美人魚公主的服裝比原本的服裝更加華麗，並且能讓歌曲的力量倍增。
明月音樂盒／有明之月音樂盒
南大西洋的水色人魚族所持有的音樂盒，芽流的母親在南大西洋國被摧毀期間為了不讓音樂盒落入敵人之手，她決定將其交託給芽流要求她轉交給波音。這個音樂盒的樂音可以用來尋找水色人魚的行蹤，不過這個樂音只有水色人魚族才能聽見。
封印的鑰匙
海洋女神阿克安・雷芝娜在遠古時用來將帕噠拉薩族封印在深海城堡的鑰匙，鑰匙形狀像海馬，鑰匙可以變成權杖作為武器。
以前在遠古時，海洋女神阿克安・雷芝娜將鑰匙交給海之神獸席伯卡帕斯（也就是小波）負責保護，但是沙羅趁著席伯卡帕斯卸下警備藉此拿走鑰匙來解除帕噠拉薩族的封印。後來在小波拿回鑰匙變身為席伯卡帕斯幫助露亞一行人趕跑黑美人姐妹花，因此小波可以利用鑰匙藉此變身協助露亞一行人對抗敵人。

### 場所
真珠湯
妮可在陸地所經營的錢湯，是露亞住所，波音後來也到此處與露亞同住。在動畫中為小型旅館「真珠皮亞利」。夏天時會推出海之家，在動畫中則由真木所經營的海之家所代替。
宣誓之泉
美人魚各國都有的一座噴泉，是美人魚公主所誕生的地方，外型為一顆張開的真珠貝。美人魚公主在成人式時會宣誓要守護海洋與陸地世界的誓言來喚醒海洋女神阿克安・雷芝娜。
卡克特城／凱特城
帕噠拉薩族在遠古時被封印的所在地亦是卡克特（凱特）的移動城堡，城堡通常隱藏在視線之外而且會移動，所以很難尋獲其行蹤。此外城堡內不只有給帕噠拉薩族與其手下居住的房間之外（像是圖書館、放入鋼琴的房間、浴室、寶座大聽等房間），也有囚禁美人魚公主的牢籠，此外城內有許多的噪音來壓制住美人魚公主的歌聲力量。而且外面有大量的黑色濃霧藉此迷惑與捕捉接近城堡的目標（包括尚未被捕獲的美人魚公主）。
夢的迴廊
連結夢境與海洋的空間。沙羅在星羅降生時用這個迴廊帶露亞來到印度洋。星羅也使用此迴廊將露亞一行人從聖域世界傳送出去。
聖域世界
米凱爾所創造的空間，具有能夠壓制美人魚公主歌聲的力量，空間內不只有腔棘魚、始祖鳥等遠古生物也有長著鳥翅膀的魚和長著蝙蝠翅膀的貓等未知生物。

## 出版書籍
單行本
| 冊數 | 講談社        | 講談社                 | 長鴻出版社     | 長鴻出版社           |
| 冊數 | 發售日期      | ISBN                   | 發售日期       | EAN                  |
| ---- | ------------- | ---------------------- | -------------- | -------------------- |
| 1    | 2003年3月18日 | ISBN 978-4-06-364015-1 | 2004年1月31日  | EAN 471-0765-18237-3 |
| 2    | 2003年8月1日  | ISBN 978-4-06-364027-4 | 2004年8月16日  | EAN 471-0765-18676-0 |
| 3    | 2003年12月1日 | ISBN 978-4-06-364037-3 | 2004年12月18日 | EAN 471-0765-19080-4 |
| 4    | 2004年3月26日 | ISBN 978-4-06-364045-8 | 2005年5月9日   | EAN 471-0765-19429-1 |
| 5    | 2004年9月3日  | ISBN 978-4-06-364058-8 | 2005年8月16日  | EAN 471-0765-19647-9 |
| 6    | 2005年3月4日  | ISBN 978-4-06-364070-0 | 2006年1月19日  | EAN 471-0765-20140-1 |
| 7    | 2005年4月25日 | ISBN 978-4-06-364078-6 | 2006年4月11日  | EAN 471-0765-20335-1 |

愛藏版
| 冊數 | 長鴻出版社     | 長鴻出版社            |
| 冊數 | 發售日期       | ISBN                  |
| ---- | -------------- | --------------------- |
| 1    | 2018年08月22日 | ISBN 471-3006-55092-4 |
| 2    | 2018年08月22日 | ISBN 471-3006-55092-4 |
| 3    | 2018年08月22日 | ISBN 471-3006-55092-4 |
| 4    | 2018年08月22日 | ISBN 471-3006-55092-4 |
| 5    | 2018年08月22日 | ISBN 471-3006-55092-4 |
| 6    | 2018年08月22日 | ISBN 471-3006-55092-4 |
| 7    | 2018年08月22日 | ISBN 471-3006-55092-4 |

新裝版
| 冊數 | 講談社        | 講談社                 |
| 冊數 | 發售日期      | ISBN                   |
| ---- | ------------- | ---------------------- |
| 1    | 2022年1月13日 | ISBN 978-4-06-526627-4 |
| 2    | 2022年1月13日 | ISBN 978-4-06-526626-7 |
| 3    | 2022年2月10日 | ISBN 978-4-06-526984-8 |

## 電視動畫
由愛知電視台、ウィーヴ和東急Agency製作的電視動畫改編、Actas和Synergy SP製作動畫、藤本義孝導演的動畫改編版並在日本播出了兩季。第一季命名《真珠美人魚》涵蓋漫畫第1至20章，於2003年4月5日至2004年3月27日播出。被編成14卷DVD。第二季《真珠美人魚Pure》改編自21至30章的情節，於2004年4月3日至12月25日播出。與第一季不同，Pure被編成兩套DVD盒裝，共包含11張光碟.
ADV Films於2004年6月獲得了動畫在北美發行的許可，但由於難以找到支持者和確保電視播放協定而最終被放棄。雖然獲得許可和英語動畫的製作早於漫畫，但不知道是否會發行。因為截至2009年，動畫已完全配音，但由講談社持有。此外，一些外國配音，如西班牙文和法語配音版本，是在Elastic Rights從講談社獲得在西班牙、葡萄牙、希臘、塞普勒斯、土耳其以及歐洲和非洲法語區的講談社獲得《真珠美人魚》的許可權時翻譯而來的。Elastic Rights公司與土耳其就可能在土耳其電視台播出進行了談判，但從未進行過播出。還有一個在馬來西亞製作的英文配音版本由群英社配音工作室（該公司代表講談社在日本和韓國以外的亞洲發行動畫系列）。它於2006年在TV3播出，後來將其姊妹頻道TV9移至英語頻道，有或沒有馬來語字幕。然而，與ADV的配音版本相比，馬來西亞英語配音版本變得很難找到，因為從未在馬來西亞或講英語的亞洲地區正式發佈到家庭視頻中。這部動漫還傳到了香港、泰國、印度尼西亞和菲律賓保留了日文的原創歌曲。在台灣、韓國、以色列、西班牙、葡萄牙、法國、塞爾維亞和希臘，歌曲保留了原有的基礎，並進行了歌詞改編。在阿爾巴尼亞，配音基於意大利語，歌曲沒有翻譯，而使用帶有阿爾巴尼亞語字幕的意大利語。

### 製作團隊
- 企劃：真珠美人魚製作委員會
- 原作：橫手美智子
- 漫畫：花森小桃（於講談社Nakayoshi上連載）
- 監督：藤本義孝（日语：ふじもとよしたか）
- 副導演：山川幸久
- 系列構成：武上純希（日语：武上純希）
- 人物設計、總作畫監督：槙田一章（日语：まきだかずあき）
- 美術監督：吉原一輔
- 色彩設計：大野嘉代子
- 攝影監督：ひろちけんじ
- 編輯：田熊純
- 音響監督：清水勝則（日语：清水勝則）
- 音樂：鶴來正基
- 音樂製作人：渡邊隆
- 音樂製作/協力：波麗佳音、愛知電視台Music
- 動畫製作人：南喜長、山東學、櫻井涼介
- 製作人：鈴木勇人、河本清澄、可知秀幸、山田昇→小原麻美、古川陽子
- 動畫製作：Actas、Synergy SP
- 製作：愛知電視台、We've（日语：ウィーヴ）、東急Agency（日语：東急エージェンシー）

### 主題曲
台灣版本由群英社譯詞，「艾摩新錄音室」製作配唱錄音。
| 類型   | 季數 | 話數  | 日本歌名              | 台灣譯名                   | 作詞               | 作曲     | 編曲                                                                    | 日本演唱者                                                  | 台灣演唱者               |
| ------ | ---- | ----- | --------------------- | -------------------------- | ------------------ | -------- | ----------------------------------------------------------------------- | ----------------------------------------------------------- | ------------------------ |
| 片頭曲 | 一   | 1-28  |                       | 相信自己                   |                    | 大內哲也 | 大內哲也                                                                | 神戶美有紀                                                  | 梁世韻                   |
| 片頭曲 | 一   | 29-52 |                       | Rainbow Notes♪             |                    | 勝誠二   | 蓮沼健介                                                                | 神戶美有紀                                                  | 梁世韻                   |
| 片頭曲 | 二   | 1-39  |                       | Before the Moment          |                    | 岩見直明 | 岩見直明                                                                | 喜多村英梨                                                  | 梁世韻                   |
| 片尾曲 | 一   | 1-28  |                       | 愛的百寶箱                 |                    | 小林信吾 | 小林信吾                                                                | 中田明日見                                                  | 梁世韻                   |
| 片尾曲 | 一   | 29-52 |                       | 全世界最早的早晨出現的地方 |                    | 佐藤直紀 | 吉川慶                                                                  | 中田明日見、寺門仁美、淺野麻由美                            | 梁世韻                   |
| 片尾曲 | 二   | 1-39  |                       | 愛的溫度℃                  |                    | 小林信吾 | 小林信吾                                                                | 中田明日見、寺門仁美、淺野麻由美                            | 梁世韻                   |
| 插入曲 | 一   |       |                       | 戀愛是什麼？               |                    |          |                                                                         | 中田明日見（角色：七海露亞）                                | 梁世韻（角色：七海露亞） |
| 插入曲 | 一   |       | Splash Dream          | 福田哲也                   | 勝誠二             | 西嶋正己 |                                                                         | 中田明日見（角色：七海露亞）                                | 梁世韻（角色：七海露亞） |
| 插入曲 | 一   |       | Ever Blue             |                            | 堀田健志           | 佐藤和朗 | 寺門仁美（角色：寶生波音）                                              | 佚名（角色：寶生波音）                                      |                          |
| 插入曲 | 一   |       | Star Jewel            |                            | 大內哲也           | 大內哲也 | 淺野麻由美（角色：洞院莉娜）                                            | 張露玓（角色：洞院莉娜）                                    |                          |
| 插入曲 | 一   |       | 七彩的微風            |                            | 林浩司             | 林浩司   | 中田明日見、寺門仁美、淺野麻由美 （角色：七海露亞、寶生波音、洞院莉娜） | 梁世韻、佚名、張露玓 （角色：七海露亞、寶生波音、洞院莉娜） |                          |
| 插入曲 | 一   |       | Super Love Songs!     |                            | 勝誠二             | 神津裕之 | 中田明日見、寺門仁美、淺野麻由美 （角色：七海露亞、寶生波音、洞院莉娜） | 梁世韻、佚名、張露玓 （角色：七海露亞、寶生波音、洞院莉娜） |                          |
| 插入曲 | 一   |       | 鼓動                  | 福田哲也                   | 勝誠二             | 勝誠二   | 中田明日見、寺門仁美、淺野麻由美 （角色：七海露亞、寶生波音、洞院莉娜） | 梁世韻、佚名、張露玓 （角色：七海露亞、寶生波音、洞院莉娜） |                          |
| 插入曲 | 一   |       | 愛的默契              | 福田哲也                   | 勝誠二             | 勝誠二   | 中田明日見、寺門仁美、淺野麻由美 （角色：七海露亞、寶生波音、洞院莉娜） | 梁世韻、佚名、張露玓 （角色：七海露亞、寶生波音、洞院莉娜） |                          |
| 插入曲 | 一   |       | 幸福的女孩            |                            | 石田裕之           | H2       | 中田明日見、寺門仁美、淺野麻由美 （角色：七海露亞、寶生波音、洞院莉娜） | 梁世韻、佚名、張露玓 （角色：七海露亞、寶生波音、洞院莉娜） |                          |
| 插入曲 | 一   |       | 極光的風              |                            | 大內哲也           | 大內哲也 | 小暮英麻（角色：香蓮）                                                  | 梁世韻（角色：香蓮）                                        |                          |
| 插入曲 | 一   |       | Return to the Sea     | 福田哲也                   | 勝誠二、 森田俊輔  | 竹田元   | 植田佳奈（角色：沙羅）                                                  | 未知（角色：沙羅）                                          |                          |
| 插入曲 | 一   |       | 黑色協奏曲            |                            | 延近輝之           | 延近輝之 | 土屋實紀、下屋則子（角色：秀秀、咪咪）                                  | 梁世韻（角色：秀秀、咪咪）                                  |                          |
| 插入曲 | 二   |       | 水色的旋律            |                            | 堀田健志           | 堀田健志 | 寺門仁美（角色：寶生波音）                                              | 佚名（角色：寶生波音）                                      |                          |
| 插入曲 | 二   |       | Piece of Love         |                            | 林浩司             | 竹田元   | 淺野麻由美（角色：洞院莉娜）                                            | 張露玓（角色：洞院莉娜）                                    |                          |
| 插入曲 | 二   |       | MOTHER SYMPHONY       |                            | 松田彬人           | 竹田元   | 中田明日見、寺門仁美、淺野麻由美 （角色：七海露亞、寶生波音、洞院莉娜） | 梁世韻、佚名、張露玓 （角色：七海露亞、寶生波音、洞院莉娜） |                          |
| 插入曲 | 二   |       | 七大海洋的傳說        |                            | 林浩司             | 三輪悟   | 中田明日見、寺門仁美、淺野麻由美 （角色：七海露亞、寶生波音、洞院莉娜） | 梁世韻、佚名、張露玓 （角色：七海露亞、寶生波音、洞院莉娜） |                          |
| 插入曲 | 二   |       | 希望的鐘聲            |                            | 勝誠二             | 榎本英彥 | 中田明日見、寺門仁美、淺野麻由美 （角色：七海露亞、寶生波音、洞院莉娜） | 梁世韻、佚名、張露玓 （角色：七海露亞、寶生波音、洞院莉娜） |                          |
| 插入曲 | 二   |       | Birth of Love         |                            | 鶴來正基           | 武藤星見 | 喜多村英梨（角色：星羅）                                                | 梁世韻（角色：星羅）                                        |                          |
| 插入曲 | 二   |       | Beautiful Wish        |                            | 延近輝之           | 延近輝之 | 喜多村英梨（角色：星羅）                                                | 梁世韻（角色：星羅）                                        |                          |
| 插入曲 | 二   |       | 黑暗的巴洛克          |                            | 延近輝之           | 延近輝之 | 土屋實紀、下屋則子（角色：秀秀、咪咪）                                  | 梁世韻（角色：秀秀、咪咪）                                  |                          |
| 插入曲 | 二   |       | 黑暗的羽翼            | MARIA                      | 大內哲也           | 大內哲也 | 小林沙苗（角色：蝙蝠小姐）                                              | 梁世韻、艾青（角色：蝙蝠小姐）                              |                          |
| 插入曲 | 二   |       | 花與蝴蝶之小夜曲      |                            | 土谷知幸           | 土谷知幸 | 小島恩惠（角色：蘭花）                                                  | 梁世韻（角色：蘭花）                                        |                          |
| 插入曲 | 二   |       | Star☆為我神魂顛倒的心 | 卑彌乎                     | 延近輝之           | 延近輝之 | 倉田雅世（角色：阿拉拉）                                                | 梁世韻（角色：阿拉拉）                                      |                          |
| 插入曲 | 二   |       | 懷抱著羽翼            | MARIA                      | 鶴來正基           | 延近輝之 | 皆川純子（角色：米凱爾）                                                | 梁世韻（角色：米凱爾）                                      |                          |
| 插入曲 | 二   |       | 看不見的明天          | MARIA                      | 鶴來正基、延近輝之 | 延近輝之 | 新谷良子（角色：天城米兒）                                              | 梁世韻（角色：天城米兒）                                    |                          |

#### 意大利歌曲
意大利歌曲的編曲與原作完全不同；米凱爾和米兒的《懷抱著羽翼》和《看不見的明天》的那些歌曲，在意大利語版本中保留了原始音樂，配音者（分別由戴維德·加博利諾和安娜·馬扎）朗誦文本而不是演唱。第二季中的歌曲被第一季中的歌曲取代，除《黑暗的巴洛克》外，被新歌《La nostra forza》取代。
| 義大利歌名        | 日本原歌曲 | 其他代替歌曲                                                      | 作詞                    | 作曲                          | 義大利演唱者                                                                                           |
| ----------------- | ---------- | ----------------------------------------------------------------- | ----------------------- | ----------------------------- | --- |
| Dolce melodia     |            | 、 （第87集-第90集）、 （第70集）、 （第70集）、 （第51集後半段） | 喬治·萬尼、 馬克斯·隆吉 | 喬治·萬尼、 馬克斯·隆吉       | 丹妮絲·米塞里、弗朗西斯卡·達普拉蒂、伊麗莎白·卡瓦利（洞院莉娜） （角色：七海露亞、寶生波音、洞院莉娜） |
| Torno all'oceano  |            | 、 （第76集）、 （第68、69、73、74和81集）、 （第78集）           | 加西亞·科里蘭多         | 克里斯蒂亞諾·馬克里           | 丹妮絲·米塞里（角色：七海露亞）                                                                        |
| Stella Preziosa   |            | 、 （第23集）、 （第61集）、 （第79、81集）                       | 加西亞·科里蘭多         | 瓦萊里諾·基亞拉瓦萊           | 弗朗西斯卡·達普拉蒂（角色：寶生波音）                                                                  |
| Concerto d'amore  |            | （第70集）                                                        | 加西亞·科里蘭多         | 達尼洛·貝爾納迪、 朱塞佩·贊卡 | 弗朗西斯卡·達普拉蒂（角色：寶生波音）                                                                  |
| Battito d'amore   |            | （第76集）、 （第76、77、80、83集）、 （第90集後半段和第91集）    | 喬治·萬尼、 馬克斯·隆吉 | 喬治·萬尼、 馬克斯·隆吉       | 瓦倫蒂娜·龐佐內、克勞迪婭·杜利斯（角色：諾威爾、可可）                                                 |
| Fantastica poesia |            | （第70和79集）、 （第2季）、 （第2季）、 （第84集）               | 安東內拉·魯杰羅         | 安東尼奧·德安布羅西奧         | 伊麗莎白·卡瓦利（角色：洞院莉娜）                                                                      |
| Portami con te    |            | （第66集）、 （第75和82集）、 （第81集）                          | 加西亞·科里蘭多         | 戈弗雷多·奧蘭迪               | 伊麗莎白·卡瓦利（角色：洞院莉娜）                                                                      |
| Assoluto amore    |            | 、                                                                | 加西亞·科里蘭多         | 克里斯蒂亞諾·馬克里           | 瓦萊里婭·卡波內托（角色：沙羅、星羅）                                                                  |
| Voce del buio     |            | 、 （第79集）                                                     | 加西亞·科里蘭多         | 福斯托·科利亞蒂               | 丹妮拉·蘭多（角色：秀秀、蝙蝠小姐）                                                                    |
| La nostra forza   |            | 、                                                                | 米拉·奧爾蒂斯           | 達里奧·邦坦皮                 | 埃琳娜·塔韋尼尼（角色：咪咪、蘭花）                                                                    |

### 各話列表
| 話數 （總話數）                                                                        | 日文標題                            | 中文標題（台灣）                    | 中文標題（香港）                    | 腳本                                | 分鏡                                | 演出                                | 作畫監督                            | DVD收錄（出租版）                   | 播放日期第一季1－52                 |
| マーメイドメロディー ぴちぴちピッチ                                                    | マーメイドメロディー ぴちぴちピッチ | マーメイドメロディー ぴちぴちピッチ | マーメイドメロディー ぴちぴちピッチ | マーメイドメロディー ぴちぴちピッチ | マーメイドメロディー ぴちぴちピッチ | マーメイドメロディー ぴちぴちピッチ | マーメイドメロディー ぴちぴちピッチ | マーメイドメロディー ぴちぴちピッチ | マーメイドメロディー ぴちぴちピッチ |
| -------------------------------------------------------------------------------------- | ----------------------------------- | ----------------------------------- | ----------------------------------- | ----------------------------------- | ----------------------------------- | ----------------------------------- | ----------------------------------- | ----------------------------------- | ----------------------------------- |
| 1                                                                                      |                                     | 真珠的眼淚                          | 真珠之淚                            | 武上純希 桶谷顯                     | 藤本義孝                            | 畠山茂樹                            | 永井達郎                            | 第1卷                               | 2003年 4月5日                       |
| 2                                                                                      |                                     | 說不出的心                          | 不能夠說出口的心意                  | 神戶一彥                            | 山崎茂                              | 山崎茂                              | 牧内ももこ                          | 第1卷                               | 4月12日                             |
| 3                                                                                      |                                     | 動搖的心情                          | 動搖不安的心情                      | 早川正                              | 井草かほる                          | 佐佐木勝利                          | 權允姬                              | 第2卷                               | 4月19日                             |
| 4                                                                                      |                                     | 孤獨的公主                          | 孤獨的公主                          | 吉村元希                            | 山田雄三                            | 山田雄三                            | 永田正美                            | 第2卷                               | 4月26日                             |
| 5                                                                                      |                                     | 冰冷的吻                            | 冰凍的Kiss                          | 高橋奈津子                          | 畠山茂樹                            | 畠山茂樹                            | 永井達郎 三木俊明                   | 第2卷                               | 5月3日                              |
| 6                                                                                      |                                     | 愛的燈火                            | 愛的燭光                            | 中瀨理香                            | 岡嶋國敏                            | 岡嶋國敏                            | 龜田義明                            | 第3卷                               | 5月10日                             |
| 7                                                                                      |                                     | 美人魚的嫉妒                        | 人魚的嫉妒心                        | 神戶一彥                            | 山崎茂                              | 山崎茂                              | 竹内ももこ                          | 第3卷                               | 5月17日                             |
| 8                                                                                      |                                     | 冰凍的心情                          | 誤會重重                            | 高橋奈津子                          | 山田雄三                            | 山田雄三                            | 永田正美                            | 第3卷                               | 5月24日                             |
| 9                                                                                      |                                     | 被偷走的樂曲                        | 被偷去的樂曲                        | 中瀨理香                            | 井草かほる                          | 佐佐木勝利                          | 權允姬                              | 第4卷                               | 5月31日                             |
| 10                                                                                     |                                     | 過去的回憶                          | 過去的陰影                          | 吉村元希                            | 岡嶋國敏                            | 岡嶋國敏                            | 龜田義明                            | 第4卷                               | 6月7日                              |
| 11                                                                                     |                                     | 願望的戒指                          | 願望戒指                            | 早川正                              | 畠山茂樹                            | 畠山茂樹                            | 阿部航                              | 第4卷                               | 6月14日                             |
| 12                                                                                     |                                     | 錯過的心                            | 愛的交錯                            | 神戶一彥                            | 上原秀明                            | 山田雄三                            | 永田正美                            | 第5卷                               | 6月21日                             |
| 13                                                                                     |                                     | 美人魚的儀式                        | 人魚的儀式                          | 武上純希                            | 山崎茂                              | 山崎茂                              | 牧内ももこ                          | 第5卷                               | 6月28日                             |
| 14                                                                                     |                                     | 星空的記憶                          | 星空之記憶                          | 早川正                              | 岡嶋國敏                            | 岡嶋國敏                            | 龜田義明                            | 第5卷                               | 7月5日                              |
| 15                                                                                     |                                     | 海岸邊的約定                        | 海邊的約定                          | 高橋奈津子                          | 中村憲由 藤本義孝                   | 佐佐木勝利                          | 方承辰                              | 第6卷                               | 7月12日                             |
| 16                                                                                     |                                     | 秘藏的思念                          | 的心意                              | 中瀨理香                            | 藤本義孝                            | 石倉賢一                            | 永田正美                            | 第6卷                               | 7月19日                             |
| 17                                                                                     |                                     | 虛幻的吻                            | 如幻如真的一吻                      | 吉村元希                            | 藤本義孝                            | 畠山茂樹                            | 阿部航                              | 第6卷                               | 7月26日                             |
| 18                                                                                     |                                     | 年幼的拜訪者                        | 年紀小小的訪客                      | 高橋さと                            | 岡嶋國敏                            | 岡嶋國敏                            | 龜田義明                            | 第7卷                               | 8月2日                              |
| 19                                                                                     |                                     | 夏的誘惑                            | 夏天的誘惑                          | 神戶一彥                            | 山崎茂                              | 山崎茂                              | 牧内ももこ                          | 第7卷                               | 8月9日                              |
| 20                                                                                     |                                     | 海上漂來的情書                      | 大海寄來的情信                      | 高橋奈津子                          | 松本マサユキ                        | 松本マサユキ                        | 梁炳吉                              | 第7卷                               | 8月16日                             |
| 21                                                                                     |                                     | 小小的初戀                          | 誠仔的發現                          | 早川正                              | 鈴木敏明                            | 佐佐木勝利                          | 方承辰                              | 第8卷                               | 8月23日                             |
| 22                                                                                     |                                     | 幻惑的少女                          | 神秘的少女                          | 吉村元希                            | 藤本義孝                            | 石倉賢一                            | 永田正美                            | 第8卷                               | 8月30日                             |
| 23                                                                                     |                                     | 戀愛的微熱                          | 戀愛發燒                            | 神戶一彥                            | 村山靖                              | 山口武志                            | 阿部航                              | 第8卷                               | 9月6日                              |
| 24                                                                                     |                                     | 夢想當新娘                          | 夢想做新娘                          | 高橋さと                            | 岡嶋國敏                            | 岡嶋國敏                            | 龜田義明                            | 第9卷                               | 9月13日                             |
| 25                                                                                     |                                     | 月光少年                            | 月光美少年                          | 中瀨理香                            | 山崎茂                              | 山崎茂                              | 牧内ももこ                          | 第9卷                               | 9月20日                             |
| 26                                                                                     |                                     | 的歌                                | 之歌                                | 早川正                              | 淺見松雄                            | 川崎滿                              | 梁炳吉                              | 第9卷                               | 9月27日                             |
| 27                                                                                     |                                     | 相信的心                            | 信念                                | 高橋奈津子                          | 寺東克己                            | 石倉賢一                            | 永田正美 粟井重紀                   | 第10卷                              | 10月4日                             |
| 28                                                                                     |                                     | 羈絆                                | 友情                                | 武上純希                            | 鈴木敏明                            | 山口武志                            | 阿部航 緋月湊                       | 第10卷                              | 10月11日                            |
| 29                                                                                     |                                     | 假面的告白                          | 偽裝表白                            | 神戶一彥                            | 松本マサユキ                        | 松本マサユキ                        | 青野厚司                            | 第10卷                              | 10月18日                            |
| 30                                                                                     |                                     | 冰之眼瞳                            | 冰冷的眼神                          | 吉村元希                            | 岡嶋國敏                            | 岡嶋國敏                            | 龜田義明                            | 第11卷                              | 10月25日                            |
| 31                                                                                     |                                     | 危險的陷阱                          | 危險的陷阱                          | 神戶一彥                            | 佐佐木勝利                          | 高橋滋春                            | 桝井一平                            | 第11卷                              | 11月1日                             |
| 32                                                                                     |                                     | 戀愛是夢的顏色                      | 夢境成真                            | 笹野惠                              | 淺見松雄                            | 川崎滿                              | 梁炳吉                              | 第11卷                              | 11月8日                             |
| 33                                                                                     |                                     | 遊樂園騷動                          | 遊樂場的騷動                        | 中瀨理香                            | 石倉賢一                            | 石倉賢一                            | 佐藤篤 岩佐裕子                     | 第12卷                              | 11月15日                            |
| 34                                                                                     |                                     | 奧莉之日                            | 雅奧妮的拜訪                        | 早川正                              | 鈴木敏明                            | 山口武志                            | 緋月湊                              | 第12卷                              | 11月22日                            |
| 35                                                                                     |                                     | 悲傷的旋律                          | 悲傷的樂曲                          | 武上純希                            | 松本マサユキ                        | 松本マサユキ                        | 青野厚司                            | 第12卷                              | 11月29日                            |
| 36                                                                                     |                                     | 可愛的小寶寶                        | 我愛BB仔                            | 高橋奈津子                          | 岡嶋國敏                            | 岡嶋國敏                            | 龜田義明                            | 第13卷                              | 12月6日                             |
| 37                                                                                     |                                     | 傳說的兩人                          | 傳聞                                | 笹野惠                              | 高橋滋春                            | 高橋滋春                            | 徳倉榮一                            | 第13卷                              | 12月13日                            |
| 38                                                                                     |                                     | 聖夜的贈禮                          | 聖誕禮物                            | 吉村元希                            | 淺見松雄                            | 甘木環                              | 高橋修                              | 第13卷                              | 12月20日                            |
| 39                                                                                     |                                     | 大混亂                              | 珍珠比華利面臨大危機                          | 神戶一彥                            | 菊池一仁                            | 菊池一仁                            | 梶浦紳一郎                          | 第14卷                              | 12月27日                            |
| 40                                                                                     |                                     | 初夢大作戰                          | 新春夢境大作戰                      | 早川正                              | 鈴木敏明                            | 山口武志                            | 篁馨                                | 第14卷                              | 2004年 1月3日                       |
| 41                                                                                     |                                     | 大人的戀愛                          | 大人的戀愛                          | 神戶一彥                            | 菊池一仁                            | 菊池一仁                            | 梶浦紳一郎                          | 第14卷                              | 1月10日                             |
| 42                                                                                     |                                     | 淚水的去向                          | 淚水的去向                          | 中瀨理香                            | 藤森カズマ                          | 石倉賢一                            | 飯飼一幸                            | 第15卷                              | 1月17日                             |
| 43                                                                                     |                                     | 神秘的歌聲                          | 不可思議的歌聲                      | 吉村元希                            | 奧田誠治                            | 高橋滋春                            | 徳倉榮一                            | 第15卷                              | 1月24日                             |
| 44                                                                                     |                                     | 雪夜的奇蹟                          | 雪夜的奇蹟                          | 武上純希                            | 松本マサユキ                        | 松本マサユキ                        | 青野厚司                            | 第15卷                              | 1月31日                             |
| 45                                                                                     |                                     | 兩種感情                            | 情歸何處                            | 高橋奈津子                          | 岡嶋國敏                            | 岡嶋國敏                            | 龜田義明                            | 第16卷                              | 2月7日                              |
| 46                                                                                     |                                     | 再見                                | 再見                                | 武上純希                            | 鈴木敏明                            | 山口武志                            | 篁馨                                | 第16卷                              | 2月14日                             |
| 47                                                                                     |                                     | 黑色邀請卡                          | 暗黑請柬                            | 笹野惠                              | 菊池一仁                            | 菊池一仁                            | 梶浦紳一郎 上條修                   | 第16卷                              | 2月21日                             |
| 48                                                                                     |                                     | 海斗的惡夢                          | 海斗的噩夢                          | 神戶一彥                            | 岡嶋國敏                            | 岡嶋國敏                            | 龜田義明                            | 第17卷                              | 2月28日                             |
| 49                                                                                     |                                     | 鼓動                                | 鼓動                                | 早川正                              | 高橋滋春                            | 高橋滋春                            | 徳倉榮一                            | 第17卷                              | 3月6日                              |
| 50                                                                                     |                                     | 心中的黑暗                          | 心中的黑暗                          | 高橋奈津子                          | 後信治                              | 後信治                              | 立田真一                            | 第17卷                              | 3月13日                             |
| 51                                                                                     |                                     | 甦醒的真實                          | 真相大白                            | 中瀨理香                            | 松本マサユキ                        | 松本マサユキ                        | 青野厚司                            | 第18卷                              | 3月20日                             |
| 52                                                                                     |                                     | 最後之吻                            | 最後的Kiss                          | 武上純希                            | 石倉賢一 藤本義孝                   | 石倉賢一                            | 飯飼一幸                            | 第18卷                              | 3月27日                             |
| マーメイドメロディー ぴちぴちピッチ ピュアDVD收錄出租版第二季播放日期1（53）－39（91） |                                     |                                     |                                     |                                     |                                     |                                     |                                     |                                     |                                     |
| 1（53）                                                                                |                                     | 離別的早晨                          | 離別的早上                          | 武上純希                            | 鈴木敏明                            | 山口武志                            | 篁馨                                | 第1卷                               | 4月3日                              |
| 2（54）                                                                                |                                     | 水平線的那一邊                      | 水平線的遠方                        | 神戶一彥                            | 岡嶋國敏                            | 岡嶋國敏                            | かどともあき                        | 第1卷                               | 4月10日                             |
| 3（55）                                                                                |                                     | 水色的旋律                          | 水色之旋律                          | 早川正                              | 後信治                              | 後信治                              | 立田眞一                            | 第1卷                               | 4月17日                             |
| 4（56）                                                                                |                                     | 幸福的預感                          | 幸福的預感                          | 笹野惠                              | 高橋滋春                            | 高橋滋春                            | 徳倉榮一                            | 第2卷                               | 4月24日                             |
| 5（57）                                                                                |                                     | 名指揮家                            | 名指揮家                            | 高橋奈津子                          | 松本マサユキ                        | 松本マサユキ                        | 岩佐裕子                            | 第2卷                               | 5月1日                              |
| 6（58）                                                                                |                                     | 年幼的男孩                          | 年幼的男生                          | 吉村元希                            | 鈴木敏明                            | 石倉賢一                            | 飯飼一幸                            | 第2卷                               | 5月8日                              |
| 7（59）                                                                                |                                     | 被奪走的心                          | 被奪走的心                          | 中瀨理香                            | 山口武志                            | 山口武志                            | 篁馨                                | 第3卷                               | 5月15日                             |
| 8（60）                                                                                |                                     | 記憶的邊界                          | 記憶的邊際                          | 神戶一彥                            | 岡嶋國敏                            | 岡嶋國敏                            | かどともあき                        | 第3卷                               | 5月22日                             |
| 9（61）                                                                                |                                     | 戀愛的練習曲                        | 戀愛的練習曲                        | 早川正                              | 後信治                              | 後信治                              | 立田眞一                            | 第3卷                               | 5月29日                             |
| 10（62）                                                                               |                                     | 留在心中的感情                      | 留在心中的感情                      | 笹野惠                              | 高橋滋春                            | 高橋滋春                            | 小林ゆかり                          | 第4卷                               | 6月5日                              |
| 11（63）                                                                               |                                     | 哥哥的心情                          | 哥哥的感受                          | 神戶一彥                            | 松本マサユキ                        | 松本マサユキ                        | 上條修                              | 第4卷                               | 6月12日                             |
| 12（64）                                                                               |                                     | 閃亮大海中的美人魚                  | 光之海的人魚                        | 笹野惠                              | 鈴木敏明                            | 石倉賢一                            | 飯飼一幸                            | 第4卷                               | 6月19日                             |
| 13（65）                                                                               |                                     | 他的秘密                            | 雅宏的秘密                          | 吉村元希                            | 岡嶋國敏                            | 岡嶋國敏                            | かどともあき                        | 第5卷                               | 6月26日                             |
| 14（66）                                                                               |                                     | 來自黑暗的聲音                      | 黑暗中傳來的聲音                    | 高橋奈津子                          | 山口武志                            | 山口武志                            | 篁馨                                | 第5卷                               | 7月3日                              |
| 15（67）                                                                               |                                     | 七大海洋的祈禱                      | 七大海洋的祈禱                      | 中瀨理香                            | 後信治                              | 後信治                              | 立田眞一                            | 第5卷                               | 7月10日                             |
| 16（68）                                                                               |                                     | 暑假到了，大家集合！                | 放暑假了，大家集合吧！              | 神戶一彥                            | 高橋滋春                            | 高橋滋春                            | 小林ゆかり                          | 第6卷                               | 7月17日                             |
| 17（69）                                                                               |                                     | 盛夏的星光名流之夜                  | 盛夏中的慶祝晚會之夜                | 笹野惠                              | 松本マサユキ                        | 松本マサユキ                        | 岩佐裕子                            | 第6卷                               | 7月24日                             |
| 18（70）                                                                               |                                     | 星星的迷宮                          | 星之迷宮                            | 早川正                              | 鈴木敏明                            | 石倉賢一                            | 西尾公伯                            | 第6卷                               | 7月31日                             |
| 19（71）                                                                               |                                     | 治癒之歌                            | 治癒之歌                            | 高橋奈津子                          | 岡嶋國敏                            | 岡嶋國敏                            | 龜田義明                            | 第7卷                               | 8月7日                              |
| 20（72）                                                                               |                                     | 戀愛的偵探                          | 戀愛偵探                            | 吉村元希                            | 山口武志                            | 山口武志                            | 篁馨                                | 第7卷                               | 8月14日                             |
| 21（73）                                                                               |                                     | 戀愛的非法入侵                      | 戀愛的非法闖入                      | 神戶一彥                            | 後信治                              | 後信治                              | 立田眞一                            | 第7卷                               | 8月21日                             |
| 22（74）                                                                               |                                     | 回憶的小偷                          | 回憶的小偷                          | 笹野惠                              | 高橋滋春                            | 高橋滋春                            | 小林ゆかり                          | 第8卷                               | 8月28日                             |
| 23（75）                                                                               |                                     | 內心深處的心                        | 內心深處的心                        | 早川正                              | 松本マサユキ                        | 松本マサユキ                        | 岩佐裕子                            | 第8卷                               | 9月4日                              |
| 24（76）                                                                               |                                     | 我想要的東西                        | 我想要的東西                        | 吉村元希                            | 鈴木敏明                            | 石倉賢一                            | 西尾公伯                            | 第8卷                               | 9月11日                             |
| 25（77）                                                                               |                                     | 戀愛占卜                            | 戀愛占卜                            | 中瀨理香                            | 岡嶋國敏                            | 岡嶋國敏                            | 龜田義明                            | 第9卷                               | 9月18日                             |
| 26（78）                                                                               |                                     | 偶像明星出道                        | 偶像歌手出道                        | 高橋奈津子                          | 山口武志                            | 山口武志                            | 篁馨                                | 第9卷                               | 9月25日                             |
| 27（79）                                                                               |                                     | 決裂的姐妹花                        | 決裂姐妹花                          | 神戶一彥                            | 後信治                              | 後信治                              | 立田眞一                            | 第9卷                               | 10月2日                             |
| 28（80）                                                                               |                                     | 星羅的花園                          | 星羅的花園                          | 笹野惠                              | 高橋滋春                            | 高橋滋春                            | 小林ゆかり                          | 第10卷                              | 10月9日                             |
| 29（81）                                                                               |                                     | 部下們的憂鬱                        | 手下們的憂鬱                        | 早川正                              | 松本マサユキ                        | 松本マサユキ                        | 岩佐裕子                            | 第10卷                              | 10月16日                            |
| 30（82）                                                                               |                                     | 抱緊我…                             | 抱緊我…                             | 吉村元希                            | 鈴木敏明                            | 石倉賢一                            | 西尾公伯                            | 第10卷                              | 10月23日                            |
| 31（83）                                                                               |                                     | 最後的情書                          | 最後的情信                          | 高橋奈津子                          | 岡嶋國敏                            | 岡嶋國敏                            | 龜田義明                            | 第11卷                              | 10月30日                            |
| 32（84）                                                                               |                                     | 消失在大海的回憶                    | 消失於大海中的紀憶                  | 武上純希                            | 後信治                              | 後信治                              | 立田眞一                            | 第11卷                              | 11月6日                             |
| 33（85）                                                                               |                                     | 混亂的心                            | 混亂的心                            | 神戶一彥                            | 山口武志                            | 山口武志                            | 篁馨                                | 第11卷                              | 11月13日                            |
| 34（86）                                                                               |                                     | 白色羽翼的誘惑                      | 白色翅膀的誘惑                      | 吉村元希                            | 高橋滋春                            | 高橋滋春                            | 飯飼一幸                            | 第12卷                              | 11月20日                            |
| 35（87）                                                                               |                                     | 代替說再見…                         | 代替說再見…                         | 高橋奈津子                          | 松本マサユキ                        | 松本マサユキ                        | 飯飼一幸 櫻庭                       | 第12卷                              | 11月27日                            |
| 36（88）                                                                               |                                     | 絕望的邊緣                          | 絕望的盡頭                          | 神戶一彥                            | 石倉賢一                            | 石倉賢一                            | 西尾公伯                            | 第12卷                              | 12月4日                             |
| 37（89）                                                                               |                                     | 到天空的城堡去…                     | 往天空之城                          | 高橋奈津子                          | 川口敬一郎                          | 岡嶋國敏                            | 龜田義明                            | 第13卷                              | 12月11日                            |
| 38（90）                                                                               |                                     | 聖夜的決戰                          | 聖夜之戰鬥                          | 武上純希                            | 後信治                              | 後信治                              | 立田眞一                            | 第13卷                              | 12月18日                            |
| 39（91）                                                                               |                                     | 到夢想所在之處                      | 往夢想所在之處                      | 早川正 高橋奈津子 吉村元希          | 藤本義孝                            | 藤本義孝                            | 篁馨                                | 第13卷                              | 12月25日                            |

### 播放電視台
2003年4月5日在愛知電視台首播第一輯，在2004年4月3日播出第二輯。
香港翡翠台曾在2005年7月5日至2006年4月5日播出第1季，2006年12月6日至2007年4月18日播出第2季。
臺灣東森幼幼台（2005年7月16日～2006年5月28日），華視主頻（2007年1月29日～6月11日），momo親子台（2014年5月30日～10月3日），中華電信MOD MY KIDS TV（2011年7月2日～2023年9月29日）播出。

## 相關商品

### 原聲帶CD
TV動畫《真珠美人魚》的中文原聲音樂專輯，由日本波麗佳音與台灣群英社授權給台灣博英社代理發行，全6集。只限台灣地區發行，嚴禁日本地區販售；且附有精裝歌詞本。
| 集數             | 群英社國際股份有限公司 | 群英社國際股份有限公司 | 群英社國際股份有限公司 | 群英社國際股份有限公司     |
| 集數             | 發售日期               | 收錄曲 | 時間長度               | 封面人物                   |
| ---------------- | ---------------------- | --- | ---------------------- | -------------------------- |
| 動畫原聲帶1      | 2006年6月21日          | 01.相信自己 02.愛的百寶箱 03.Legend of Mermaid 04.戀愛是什麼？ 05.Super Love Songs！ 06.Star Jewel 07.Ever Blue 08.Splash Dream 09.相信自己（KARA） 10.愛的百寶箱（KARA） 11.Legend of Mermaid（KARA）                                                                                    | 約48分鐘               | 七海露亞                   |
| 動畫原聲帶2      | 2006年6月21日          | 01.Rainbow notes 02.全世界最早的早晨出現的地方 03.愛的默契 04.黑色協奏曲 05.幸福的女孩 06.鼓動 07.極光的風 08.Return to the Sea 09.Rainbow notes（KARA） 10.全世界最早的早晨出現的地方（KARA） 11.鼓動（KARA）                                                                            | 約35分鐘               | 寶生波音                   |
| 動畫原聲帶3      | 2006年7月5日           | 01.Before the Moment 02.愛的溫度 03.MOTHER SYMPHONY 04.水色的旋律 05.Beautiful Wish 06.黑暗的巴洛克 07.黑暗的羽翼 08.花與蝴蝶之小夜曲 09.Before the Moment（KARA） 10.愛的溫度（KARA） 11.MOTHER SYMPHONY（KARA）                                                                         | 約35分鐘               | 洞院莉娜                   |
| 動畫原聲帶4      | 2006年7月5日           | 01.七大海洋的傳說～Pearls of Mermaid～ 02.希望的鐘聲 03.Piece of Love 04.Star☆為我神魂顛倒的心 05.看不到明天 06.懷抱著羽翼 07.Birth of Love 08.七大海洋的傳說（KARA） 09.希望的鐘聲（KARA） 10.Piece of Love（KARA）                                                                      | 約35分鐘               | 沙羅                       |
| 原聲帶精選輯     | 2006年9月21日          | 01.相信自己 02.Legend of Mermaid 03.Rainbow Notes 04.愛的百寶箱 05.全世界最早的早晨出現的地方 06.Before the Moment 07.愛的溫度 08.七大海洋的傳說 | 約35分鐘               | 七海露亞 寶生波音 洞院莉娜 |
| KARA安可曲精選CD | 2008年9月              | 01.鼓動 02.鼓動（KARA） 03.Legend of Mermaid 04.Legend of Mermaid（KARA） 05.七大海洋的傳說 06.七大海洋的傳說（KARA） 07.希望的鐘聲 08.希望的鐘聲（KARA） 09.Super Love Song 10.Super Love Song（KARA） 11.Star Jewel 12.Star Jewel（KARA） 13.Mother Symphony 14.Mother Symphony（KARA） | 61分22秒               | 七海露亞 寶生波音 洞院莉娜 |

### DVD
DVD-9（单面双层）由日本波麗佳音與台灣群英社授權给台湾博英社代理發行，第一季全13卷，第二季全10卷，每卷收录4话，中文字幕与中文／日文发音可切换。

### 游戏
均为科乐美发售的Game Boy Advance用软件。
- 真珠美人鱼（2003年10月9日发售）
- 真珠美人鱼 Pichi Pichi派对（2003年12月18日发售）
- 真珠美人鱼 和Pichi Pichi的生活开始！（2004年3月18日发售）